# Taxe ARPE
Pour les articles homonymes, voir ARPE.
Lire en ligne

Lire sur Légifrance

La taxe sur les exploitants de plateformes de mise en relation par voie électronique dans le but de fournir certaines prestations de transport, dite « taxe sur les plateformes Web » ou « taxe ARPE », est une taxe française instaurée en 2022 afin de financer la nouvelle Autorité des relations sociales des plateformes d'emploi (ARPE).

## Historique
Dans le sillage de la loi d'orientation des mobilités, l'ordonnance du 21 avril 2021 a prévu la création de l'Autorité des relations sociales des plateformes d’emploi. Cet établissement public à caractère administratif est chargé de réguler le dialogue social entre les plateformes de mise en relation et les travailleurs qui leur sont liés par un contrat commercial. Placé sous la tutelle du ministère du Travail et du ministère des Transports, il est prévu de financer l'ARPE à l'aide d'une taxe acquittée par les plateformes.
Instaurée par la loi de finances pour 2022, la taxe est codifiée à l'article 300 bis du code général des impôts.

## Caractéristiques

### Bénéficiaire
Le produit de la taxe est affecté à l'ARPE.

### Redevables
La taxe ARPE est due par les exploitants des plateformes (Deliveroo, Frichti, Uber, etc.) de mise en relation remplissant trois conditions :
- la plateforme doit proposer des services de transport de passagers au moyen d'une voiture de transport avec chauffeur (VTC) ou la livraison de marchandises au moyen de véhicules à deux ou trois roues ;
- la plateforme doit recourir à des travailleurs indépendants ;
- et la plateforme doit déterminer les caractéristiques et le prix de l'opération.

Afin « d'appréhender l'ensemble des modèles économiques (commission à l'achat, commission à la vente, abonnements, prix forfaitaire, achat-revente, systèmes mixtes) », la base imposable est déterminée par la différence entre les sommes encaissées au cours de l’année civile par les opérateurs de plateforme et celles qu’ils restituent au cours de la même période aux utilisateurs du service de mise en relation. Le taux de la taxe, fixé par arrêté ministériel, ne peut excéder 0,5 %.

### Produit
Le plafond de la taxe affectée est fixé à 2 millions d'euros par an,.